# Provincia di Amnat Charoen
La provincia di Amnat Charoen si trova in Thailandia e fa parte del gruppo regionale della Thailandia del Nordest. Si estende per 3.161 km², ha 370.121 abitanti ed il capoluogo è il distretto di Mueang Amnat Charoen. La città principale è Amnat Charoen, e la densità di popolazione è di 117,09 ab./km².

## Geografia antropica

### Suddivisioni amministrative

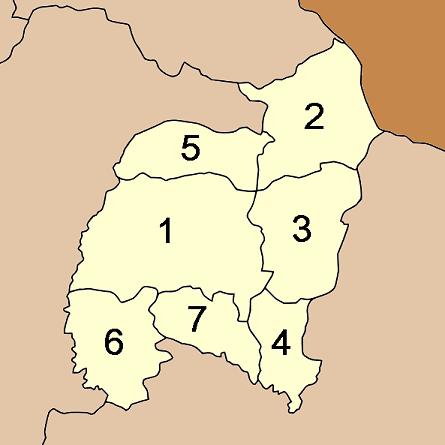
Mappa degli Amphoe

La provincia è suddivisa in 7 distretti (amphoe). Questi a loro volta sono suddivisi in 56 sottodistretti (tambon) e 653 villaggi (muban).
| 1. Mueang Amnat Charoen 2. Chanuman 3. Pathum Ratchawongsa 4. Phana | 1. Senangkhanikhom 2. Hua Taphan 3. Lue Amnat |